# Budova Národní banky Slovenska
Budova Národní banky Slovenska patří díky své výšce 111 metrů mezi nejvyšší budovy v Bratislavě. Má celkem 33 podlaží a 3 podzemní podlaží. Podzemní garáže mají kapacitu 305 míst na parkování. V objektu jezdí celkem 23 výtahů. Budova byla slavnostně otevřena dne 23. května 2002.
Budova ústředí Národní banky Slovenska je jednou z významných dominant Bratislavy a součástí komplexu významných celostátních institucí. Budova, která je autorským dílem architektů Pavola Paňáka a Martina Kusého, získala titul Stavba roku 2002.

## Popis

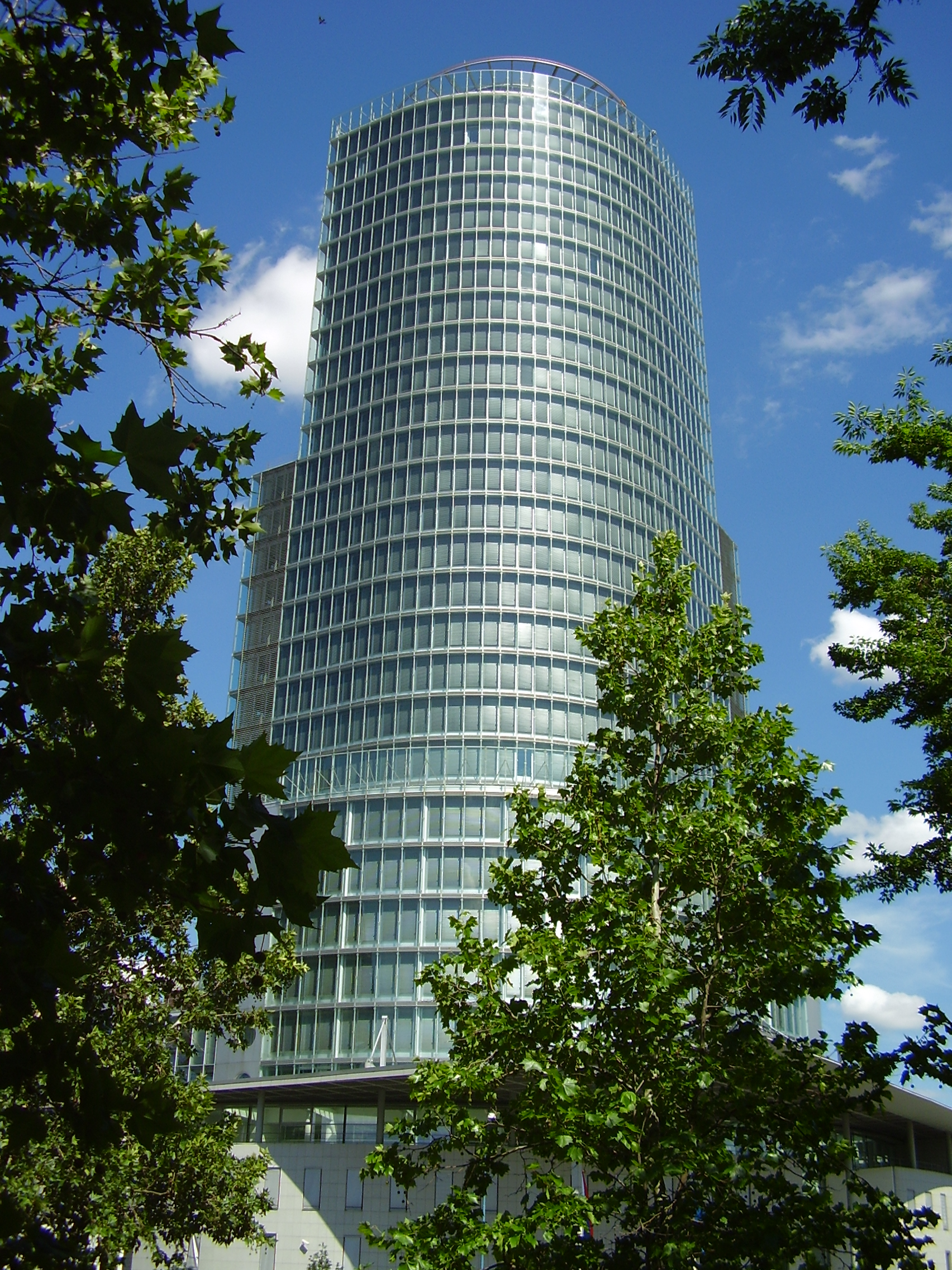
Pohled z bývalého parku na Belopotockého

Kompoziční charakteristikou novostavby ústředí NBS je kontrast nízké hmoty horizontálního charakteru podél Mýtné a Slovanské ulice a věžového objektu s administrativními pracovišti.
Prostorově je horizontální podstava komponovaná kolem ústředního nádvoří zeleně. Do nádvoří, které je chráněno proti hluku z Mýtné ulice, jsou orientována administrativní pracoviště. Prostředí nádvoří se vzrostlými stromy je v záměrném kontrastu s materiálovým prostředím rozsáhlých pracovišť. Kus přírody uprostřed kancelářského světa.
Do nádvoří jsou směrovány také části vstupních prostor, resp. likvidatury. Vstupní prostory a vestibuly jsou koncentrovány do těžiště hmotové a prostorové osnovy objektu. Je to místo, kde z horizontální hmoty vyrůstá výšková část.
Prostor na rozhraní nízké „obalující“ hmoty podstavy a paty věže má charakter převýšeného zakřiveného koridoru – haly s horním světlem, do kterého ústí vstup a zároveň velkoryse stoupá prostor k úrovni zaměstnanecké haly s ústřední výtahovou bariérou. Toto je prostor s více než utilitárním posláním – jsou zde osobní exkluzivní funkce – expozice uměleckých sbírek, peněžní muzeum s kabinetem platidel. Do těchto prostor ústí také kongresový sál s halou určenou na tiskové konference. Integrální součástí vstupního prostoru je vzrostlá zeleň.
Výšková část vyrůstající z podstavy je formována jako stupňovitá věž. Půdorysně je komponovaná jako skelet kolem betonového pevného jádra s metalicko-skleněným opláštěním. Zvláštní materiálově-výtvarný charakter vytváří skleněný dvojitý plášť klimatické fasády.
Kromě energetické účinnosti a ekologické kvality pracoviště takto navrhované fasády v konceptu „inteligentní budovy“ jsou architektonickým druhotným produktem optické efekty transparentního skleněného pláště. Věž svým zaoblením západního nároží reaguje na náročnou pozici místa stavby a zároveň se prezentuje do Náměstí svobody. V předsazené hmotě výškového objektu jsou osazeny pracoviště guvernéra i viceguvernérů NBS. Je to zároveň místo, odkud jsou již přes Strojnickou fakultu a Stavební fakultu STU možné výhledy na město a siluetu hradního kopce.

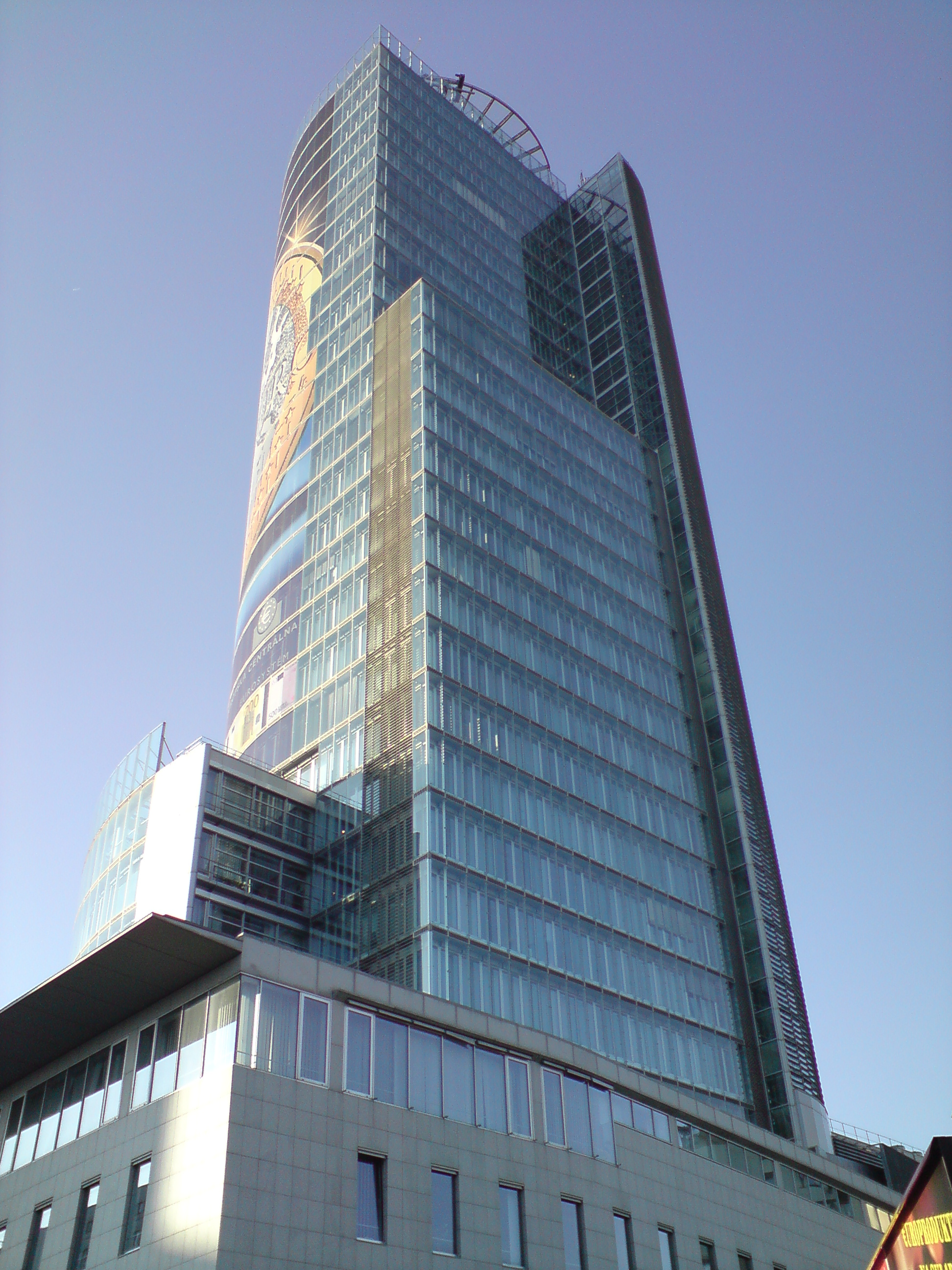
Národní banka v září 2008

Povrchy a materiály jsou odvozeny od hmotové kompozice. V kontrastu s metalicko-skleněným charakterem výškové části a fasád středního nádvoří je soklová část do ulic a průčelí obložena ušlechtilým kamenným obkladem. V exteriéru na fasádě a vstupních částech byla použita flambovaná žula z Portugalska v rozsahu cca 3 500 m² a v interiérových prostorech (cca 2 500 m²) byly použity různé druhy kvalitních žul v obkladech, dlažbách, masivních schodech a atypických prvcích.
Materiály a povrchy pro vnitřní prostory jsou použity podle významu a poslání jednotlivých prostorů. Ve vstupní části jsou kamenné obklady v kombinaci s ušlechtilými omítkami, resp. dřevěnými obklady. Na podlahy vestibulu a hal jsou použity ušlechtilé broušené podlahy na bázi teraca z přírodních komponentů.
V prostorách pracovišť jsou přestavitelné dělicí dřevěné příčky a závěsné stropy. Pracoviště a zasedací prostory vedoucích pracovníků jsou zařízeny přiměřeně odstupňovaným standardem.

### Technické informace
Technické parametry budovy.
- Výška: 111 m
- Plocha: cca 6 000 m²
- Užitná plocha: 56 000 m²
- Podlažní plocha: 69 000 m²
- Kapacita budovy: 1 005 pracovníků

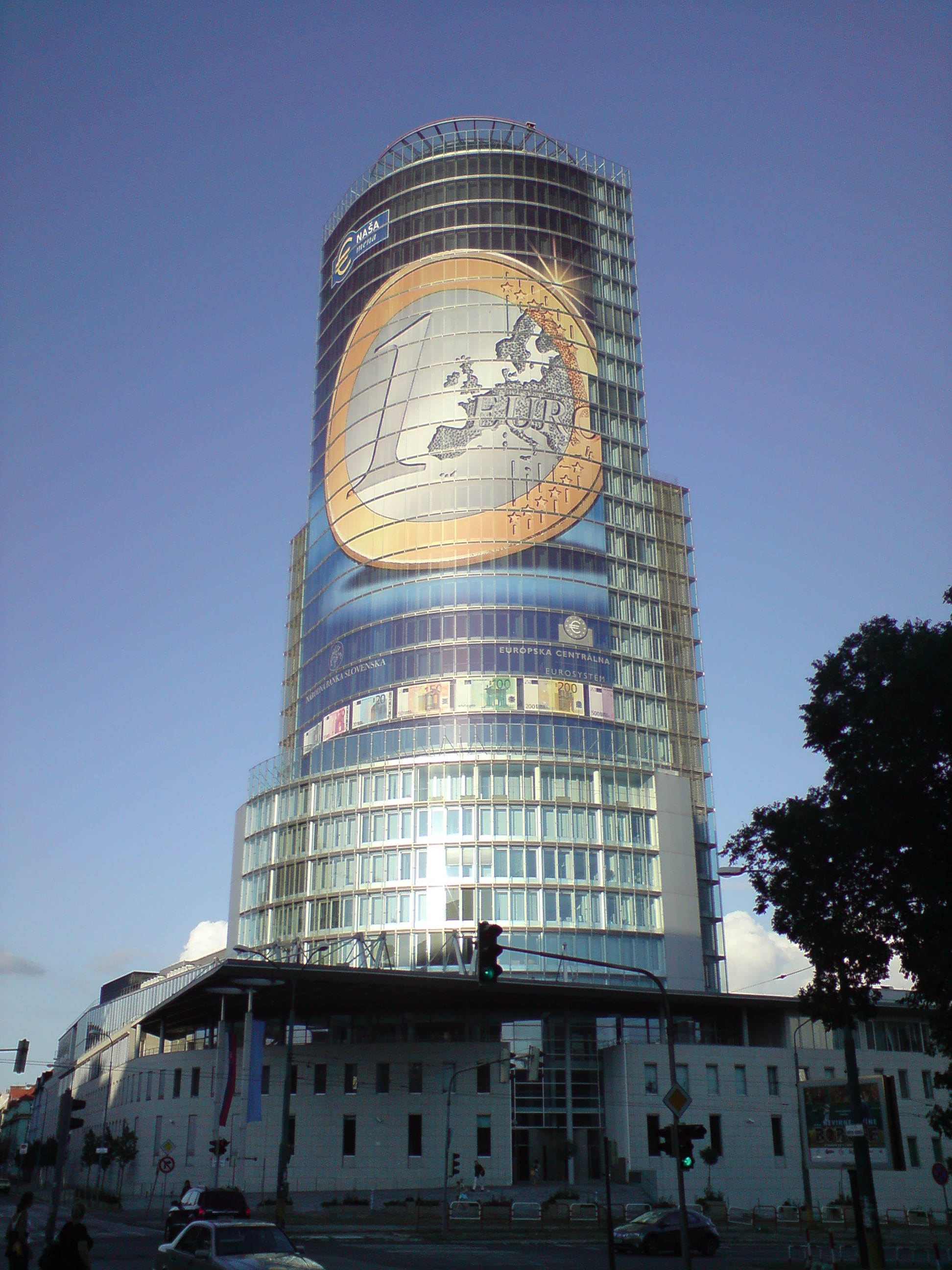
Národní banka s celoplošnou reklamou na euro

- Zastavěná plocha objektu: 6 272 m²
- Čistá užitná plocha: 56 492 m²
- Obestavěný prostor: 232 582 m³
- Počet podzemních podlaží: 3
- Počet nadzemních podlaží: 33
- Počet provozních souborů: 31
- Počet garážových míst: 305 vozidel
- Heliport na střeše

### Dispozičně provozní řešení

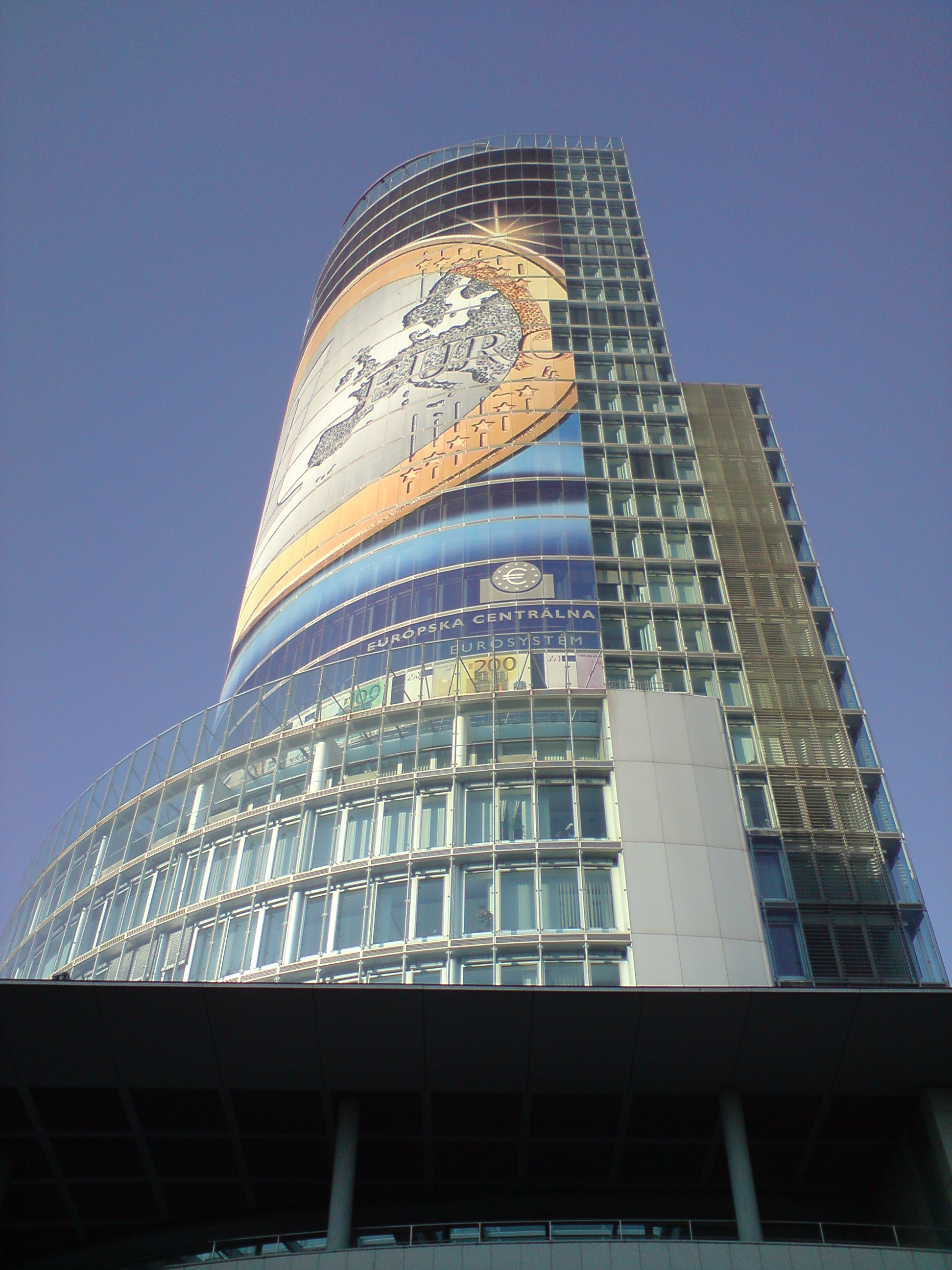
Národní banka, pohled z ulice Imricha Karvaša

Dispoziční řešení zachovává koncepci navrženou v projektu pro územní řízení.
V objektu je administrativa, zásobovací, hospodářský a dopravní provoz. Vstup do administrativy je ze Starohorské ulice. Správní provozy – kanceláře (buňky různých velikostí), zasedací místnosti, speciální pracoviště, jejich doplňkové vybavení (toalety, kuchyňky, místnosti pro make-up, uklízečky, rozmnožovny, archivy, sklady ...) jsou situovány v zásadě po obvodu budovy ve výškové i nízké části s přímým osvětlením a větráním, doplňkové vybavení je uvnitř traktů s umělým klimatem.
Administrativa je od 1. nadzemního podlaží (NP) až po 30. NP. V přízemí a v suterénech jsou zásobovací a hospodářské prostory (sklady, technické vybavení budovy a dílny), které jsou přístupné ze Slovanské ulice. Vstupy do budovy pro osobní i nákladní vozidla jsou ze Slovanské ul., přičemž pro nákladní dopravu jsou až dva vstupy (zásobování a odvoz odpadu), V budově je 305 parkovacích míst pro osobní auta. Samostatným vstupem ze Slovanské ulice je přístupné i zdravotní středisko, které je umístěno na l. NP a 11 bytů různých kategorií, které jsou situovány na 6. NP.
Budova NBS není pouze stavbou, která soustřeďuje plnění specifických úkolů uživatele – Národní banky Slovenska – do jedné budovy. Stavba má v sobě zahrnuty i unikátní řešení, která odpovídají světovému standardu a obsahuje značný rozsah komponentů inteligentních objektů. Vyřešit souhrn technických požadavků a skloubit je s představami architektů do výsledné formy objektu bylo obtížným úkolem pro všechny zainteresované odborníky.
Stavba je jednou z největších a nejsložitějších investic nedávné minulosti v pozemním stavitelství na Slovensku a je vnímána jako dominanta Bratislavy, ale i Slovenska.
Důležitým faktem je, že při projektování i při realizaci tohoto díla reálně působili v převážném rozsahu slovenské společnosti.
Realizace budovy NBS byla velmi náročná jak z hlediska plnění dodavatelských termínů, ale i vzhledem ke koordinaci prací. Proto byla nutná vysoká profesionalita, řemeslná zručnost a zejména odpovědnost pracovníků, podílejících se dodávkami na výstavbě NBS. Kromě toho, řada specifických požadavků ze strany stavebníka i ze strany generálního projektanta vyžadovalo od subdodavatelů nadstandardní výkony. Proto jsme dali slovo i vybraným představitelům subdodavatelských firem, zejména těm, kteří na stavbu NBS dodávaly speciální systémy a technologie.

### Technická zařízení budovy a provoz
Z hlediska technického vybavení lze hovořit o inteligentní budově, neboť splňuje nejvyšší nároky na úspornost provozu, ekologii a kvalitu pracovního prostředí. Dvouplášťová fasáda umožňuje přímé přirozené větrání pracovišť, jakož i clonění proti slunci na vnější straně pláště, čímž se zamezuje přehřívání vnitřních prostor. Přirozeným komponentem systému jsou také chlazené stropy odbourávající potřebu přívodu chlazeného upraveného vzduchu na pracoviště. Významnou součástí je optimalizace spotřeby elektrické energie použitím kogenerační jednotky. Všechny energetické a technické funkce budovy jsou řízeny špičkovým centrálním řídícím systémem s konečným cílem úspory nákladů na provoz. Součástí budovy je malá elektrárna, která je schopna v případě potřeby budovu zásobovat elektrickou energií minimálně 7 dní.

### Názory autorů architektů P. Panáka a M. Kusého
Vyjádření na otázku "V čem podle Vás spočívá jedinečnost budovy NBS?"
Ing. arch. Martin Kusý
Jedinečnost ať posoudí jiní. My jsme se snažili přistupovat k této práci s plnou zodpovědností jak nakonec ke každé práci, každému projektu. Měli jsme ambici, a to se nám myslím podařilo, navrhnout budovu, která by svým architektonickým výrazem evokovala důležitost instituce, které je určena, ale zároveň aby byla po stránce architektonické, konstrukční i technologické v souladu s evropskými a světovými trendy tohoto typu budov. Jako autoři budeme samozřejmě rádi, pokud se s budovou Národní banky Slovenska identifikují nejen Bratislavané, ale všichni občané Slovenska, vždyť nakonec je národní ...
Ing. arch. Pavol Paňák
Projektové práce na budově NBS nebyly ničím výjimečné, pokud, tak jen nepřiměřeně krátkými termíny, které byly určeny na přípravné a projektové práce. Přitom obecně platí, že pokud je dostatečně dlouhý čas určený na přípravu stavby, odrazí se to na průběhu a kvalitě realizace stavby. Výjimečná tedy byla pracovním tempem a mimořádným nasazením, protože i přes časový handicap jsme chtěli odvést po všech stránkách kvalitní práci. Pokud jde o architektonické a dispoziční řešení, zajímavým pro nás byla státotvornost instituce a její průmět do typologické stránky řešení. Jinak je to dům standardní evropské kvality.

## Ocenění

### Hlavní cena a titul Stavba roku 2002
V roce 2003 získala budova ocenění Stavba roku 2002. Cena byla udělena
- za návrh a realizaci vysoce kvalitního stavebního díla, ve kterém se soustředilo plnění specifických úkolů uživatele do jedné budovy,
- za vysoký standard z pohledu technologicko-uživatelského pohledu, který je jednoznačně možné označit pojmem „inteligentní budova“,
- za technické řešení dvouplášťové fasády budovy, vytvářející energetickou klimazónu,
- za optimální vyřešení technických požadavků a jejich skloubení do vnějšího projevu a celku s respektováním architektonického ztvárnění díla,
- za návrh a realizaci architektonického prostorového konceptu, jehož významnou součástí je také zeleň jako nedílná součást vybraných prostor – kus přírody uprostřed kancelářského světa v nádvoří horizontální podstavy budovy
- za mimořádně vysokou kvalitu stavebního díla, od betonových konstrukcí, zejména sloupů ve vstupních prostorách – sloupy zde zůstaly jako pohledové betonové, případně s nátěrem – až po řemeslný detail zámečnických, kamenických, stavebních a specializovaných prací,
- za splnění architektonického záměru kvality decentnosti, která byla podmíněna výběrem materiálů a jejich řemeslného zpracování s vysokými nároky na detail a profesionalitu realizování výrobků – používání kvalitních materiálů ve vybraných a i ostatních prostorách,
- za schopnosti a zkušenosti slovenských projektantů, zhotovitelů a manažerů, kteří vytvořili v hlavním městě Slovenska novou dominantu ať už pro celé Slovensko, tak pro samotnou Bratislavu.

## Zajímavosti

### Budova jako reklamní médium
NBS v srpnu roku 2008 s připravovaným přechodem na euroměnu využila skleněný plášť centrální budovy jako reklamní médium a pokryla povrch budovy vyobrazením jednoeurové mince spolu s logem "Naše měna", logy Evropské centrální banky, NBS, a vyobrazením sedmi nominálů eurobankovek (viz foto). Tato reklama byla odstraněna koncem dubna roku 2009.

### Nejvyšší budova v Bratislavě
Budova NBS bývá považována (2014) se svými 111 metry za nejvyšší budovu v Bratislavě. Překonává ji sice budova Tower 115 s výškou 115 metrů, které je dosaženo umístěním vysílače nad úroveň střechy, ale bez nějž má pouze 104 metrů.